# Oecomys franciscorum
El colilargo de Francisco o colilargo bayo (Oecomys franciscorum) es una especie del género de roedores Oecomys de la familia de los cricétidos. Habita en selvas en galería del centro de Sudamérica.

## Taxonomía
Descripción original
Esta especie fue descrita originalmente en el año 2016 por los zoólogos Ulyses Francisco J. Pardiñas, Pablo Teta, Jorge Salazar-Bravo, Phil Myers y Carlos A. Galliari. La evidencia inequívoca de su validez como una entidad separada fue proporcionada por un conjunto de exclusivos rasgos morfológicos, morfométricos y moleculares.
El descubrimiento del primer ejemplar de este taxón fue publicado en 1964 por Elio Massoia y A. Fornes, pero asignándolo como Oryzomys (Oecomys) concolor subespecie roberti (Thomas, 1904), siguiendo a P. Hershkovitz.
Localidad tipo
La localidad tipo referida es: “Estación de Animales Silvestres Guaycolec, a 400 metros al noroeste del cruce del Riacho Pilagá por la Ruta Nacional 11, en las coordenadas: 25.982733°S 58.167781°W, a una altitud de 73 msnm, departamento Formosa, en el provincia homónima, nordeste de la Argentina”.
Holotipo
El ejemplar holotipo designado es el catalogado como: CNP 4260 (número de campo: CG 417); se trata de un macho escrotal del cual se preservó el cráneo, el esqueleto postcraneal completo y la piel (seca); también tejidos y las vísceras en etanol. Fue capturado el 17 de agosto de 2013 por G. Panisse y C. Galliari.
Paratipos
Se asignó un paratipo, catalogado como: MACN 26663 (número de campo CG 94); se trata del cráneo, esqueleto postcraneal completo y piel seca de una hembra adulta colectada por C. Galliari el 11 de julio de 2012 en la misma localidad del holotipo.
Etimología
Etimológicamente, el término específico franciscorum se forma a partir del nombre en latín Franciscus en el genitivo plural, con el núcleo francisc más el sufijo en latín orum. Es un epónimo que refiere al nombre de las dos personas a quienes le fue dedicada la especie. La primera es el cirujano Francisco Maldonado da Silva o Eliahu Hanazir (San Miguel de Tucumán, 1592-Lima, 1639) quien fue acusado por la Inquisición española de continuar practicando la religión judía, de judaizante y de hereje, por lo que fue condenado y ejecutado en la hoguera. 
La segunda persona es el Papa Francisco de la iglesia católica (nacido en Buenos Aires en 1936 como Jorge Mario Bergoglio). Según los autores, él practica una política de entendimiento y reconciliación; además, su encíclica Laudato si' (del 24 de mayo de 2015) la entienden como un fuerte documento en defensa del medio ambiente. Mediante la conjunción de ambos "Franciscos" los autores intentaron reflejar su esperanza de un mundo más inclusivo y pacífico.

## Características
Esta especie es de tamaño mayor que las restantes especies del género Oecomys, siendo la longitud de la cabeza más el cuerpo de alrededor de 147 mm mientras que la cola es de 171 mm. Su cráneo posee regiones interorbitales anchas y cuneadas con estantes supraorbitales bien desarrollados, grandes trompas de Eustaquio, forámenes incisivos (perforaciones del paladar entre los incisivos y los molares) largos, palatares largos y ausencia de puntales en el hueso alisfenoides.
Este roedor se caracteriza por un patrón circulatorio carótido derivado, una característica compartida con otros tres representantes del género: Oecomys mamorae, O. concolor y O. sydandersoni.

## Distribución geográfica y hábitat
Habita sobre los árboles de selvas en galería del este de las provincias de Formosa y Chaco, en el nordeste de la Argentina.
Parece ser un endemismo de la ecorregión terrestre Chaco Húmedo, por lo que podría ser clasificada como vulnerable debido al impacto humano que ha sufrido ese bioma. Si bien los registros de la especie son de la Argentina, observaciones preliminares sugieren que ejemplares capturados en el este de Paraguay y en el Pantanal brasileño también podrían serles asignados, al ser correspondientes con su forma mas no con su tamaño (son menores), pero hacen falta más investigaciones para dilucidar si esto representa una variación clinal o en cambio la existencia de más de una unidad taxonómica dentro de lo que se conoce como Oecomys franciscorum.
Hacia el norte de su geonemia se encuentra la de Oecomys mamorae, separable por ser menor y con rasgos morfológicos distintos de O. franciscorum, descrita en el año 1906 por el zoólogo Oldfield Thomas, y distribuida en territorio boliviano y del centro de Brasil, con localidad tipo en: “Mosetenes, Alto río Mamoré, departamento de Cochabamba, Bolivia”.